# دومینیک باومن
دومینیک باومن (انگلیسی: Dominic Baumann؛ زادهٔ ۲۴ آوریل ۱۹۹۵) بازیکن فوتبال اهل آلمان است.
از باشگاه‌هایی که در آن بازی کرده‌است می‌توان به باشگاه فوتبال نورنبرگ و باشگاه فوتبال دینامو درسدن اشاره کرد.